# Guerino Di Tora
Guerino Di Tora (ur. 2 sierpnia 1946 w Rzymie) – włoski duchowny katolicki, biskup pomocniczy diecezji rzymskiej w latach 2009–2022.

## Życiorys

### Prezbiterat
Święcenia kapłańskie otrzymał 14 marca 1971 z rąk kard. Ugo Polettiego i został inkardynowany do diecezji rzymskiej. Przez kilka lat pracował w rzymskim seminarium duchownym. Od 1975 był wikariuszem kościoła św. Polikarpa, zaś w 1985 otrzymał nominację na proboszcza tej parafii. W latach 1994–1998 był także przełożonym XXI Prefektury. W 1998 został rektorem bazyliki św. Cecylii. Od 1997 był dyrektorem diecezjalnego Caritasu.

### Episkopat
1 czerwca 2009 papież Benedykt XVI mianował go biskupem pomocniczym diecezji rzymskiej, ze stolicą tytularną Zuri. Sakry biskupiej udzielił mu 11 lipca 2009 ówczesny wikariusz generalny diecezji rzymskiej – kard. Agostino Vallini. Odpowiada za północną część diecezji. 9 września 2022 papież Franciszek przyjął jego rezygnację z funkcji biskupa pomocniczego diecezji rzymskiej.